# The Icon Vienna
The Icon Vienna ist ein multifunktionaler Bürokomplex beim Areal des neuen Wiener Hauptbahnhofs am Standort Quartier Belvedere: 10. Bezirk, Wiedner Gürtel 9–13 und Gertrude-Fröhlich-Sandner-Straße 2–4.

## Geschichte
Auf dem Areal des ehemaligen Südbahnhofs wurde zum einen der neue Hauptbahnhof Wien, der Süd-, Ost- und Laaer Ostbahn verknüpft, errichtet. Zum anderen entstanden bzw. entstehen hier zwei neue Stadtteile – das Quartier Belvedere und das Sonnwendviertel. Am Standort Quartier Belvedere wurde u. a. The Icon Vienna erbaut.
Im Jahr 2012 erwarb das Unternehmen SIGNA das Baufeld A.01 – später in The Icon Vienna umbenannt – von den Österreichischen Bundesbahnen (ÖBB). Die Bezeichnung des Baufeldes seitens ÖBB (A.01) weist auf die spezielle Lage dieses Projektes innerhalb des Gesamtprojektgebietes hin, es handelt sich um die stadtzentrumsseitige Parzelle direkt neben dem Bahnhof. In der Folge wurde ein internationaler Architekturwettbewerb durchgeführt, aus dem der gegenständliche Bau als Sieger hervorging. Entworfen wurde er von JSWD Architekten, Köln, in Zusammenarbeit mit BEHF Corporate Architects, Wien. Das Büro Werner Sobek mit Sitzen in Stuttgart, New York und Moskau war für die Fassadenplanung verantwortlich.
Die Jury des Architekturwettbewerbes würdigte vor allem „die Wahl der Baukörperformulierung, seine Durchlässigkeit im Erdgeschoss sowie die Klarheit und Richtigkeit in der Orientierung der Baukörper.“ Als überzeugend erachtete sie außerdem die Organisation der drei Baukörper zueinander, die Differenziertheit der Ausformulierung der Fassade sowie die Öffnung zur Stadt. So schafft eine ansprechende Sockelgeschoßzone einen öffentlichen Begegnungsraum als Bindeglied zu den Nachbarliegenschaften und dem Hauptbahnhof.
Der Baubeginn von The Icon Vienna war im November 2015, die Fertigstellung 2019.
Langfristige Mietverträge schlossen die Bawag P.S.K., die TPA-Gruppe, Nestlé und Procter & Gamble ab.

## Architektur
Es entstanden drei Türme mit 88 m, 66 m und 38,5 m Höhe, die über eine gemeinsame Sockelgeschoßzone miteinander verbunden sind. Insgesamt verfügt The Icon Vienna über Büromietflächen von etwa 74.200 m². Das Gebäude besitzt einen direkten Zugang zu den Gleisanlagen des Wiener Hauptbahnhofs.

## Kritik
Eine Bürgerinitiative hat sich mit der Unterstützung der UNESCO gegen die Höhe des Projekts ausgesprochen, da diese das Stadtbild in einem negativen Maß prägen würde: Es befindet sich im unmittelbaren Blickfeld des UNESCO-Welterbes Historisches Zentrum von Wien. Mit der Kritik wurde die Reduktion der Bauhöhe von 100 Meter auf 88 Meter bewirkt.